# Savielly Tartakower
Savielly Grigorievich Tartakower (Rostóvia do Dom, 22 de fevereiro de 1887 —Paris, 4 de fevereiro de 1956) (em russo, Савелий Григорьевич Тартаковер) foi um Grande Mestre Internacional polonês e francês. Foi um dos mais proeminentes jornalistas sobre enxadrismo nas décadas de 20 e 30. Venceu por duas vezes o campeonato polonês, em Varsóvia (1935) e Jurata (1937).

## Principais resultados em torneios
| Data | Local            | Colocação | Observações |
| ---- | ---------------- | --------- | --- |
| 1925 | Baden-Baden 1925 | 5         | Vencido por Alexander Alekhine e com participação de Akiba Rubinstein, Friedrich Sämisch, Efim Bogoljubow e Frank Marshall. |
| 1926 | Dresden 1926     | 4         | Vencido por Aaron Nimzowitsch, com participação de Alexander Alekhine e Akiba Rubinstein.                                   |
| 1928 | Berlim 1928      | 4         | Vencido por José Raul Capablanca, com Aaron Nimzovitch em segundo e Rudolph Spielmann em terceiro.                          |